# Пам'ятки історії Тростянецького району (Сумська область)
У Тростянецькому районі Сумської області на обліку перебуває 74 пам'ятки історії.
| №  | Назва | Охоронний номер | Місце                                                                     |                                        |
| -- | --- | --------------- | ------------------------------------------------------------------------- | -------------------------------------- |
| 1  | Братська могила учасників громадянської війни, радянських воїнів та пам'ятник воїнам-землякам             | 1151            | м. Тростянець, біля школи ім. Шевченка                                    |                                        |
| 2  | Братська могила радянських воїнів                                                                         | 1152            | м. Тростянець, біля школи ім. Островського                                |                                        |
| 3  | Братська могила радянських воїнів                                                                         |                 | м. Тростянець, центральне кладовище                                       |                                        |
| 4  | Братська могила радянських воїнів                                                                         | 1188            | м. Тростянець, колишнє с. Радомля, центр                                  |                                        |
| 5  | Братська могила радянських воїнів                                                                         | 1153            | м. Тростянець, колишнє с. Смородине, біля школи                           |                                        |
| 6  | Танк Т-34, встановлений на честь 183 танкової бригади, яка відзначилася у боях за визволення міста        | 1725            | м. Тростянець, площа ім. 40 армії                                         |                                        |
| 7  | Могила Боєва І. К. — Героя Радянського Союзу                                                              |                 | м. Тростянець, центральне кладовище                                       |                                        |
| 8  | Могила Борисенка М. П. — Героя Радянського Союзу                                                          |                 | м. Тростянець, центральне кладовище                                       |                                        |
| 9  | Будинок, в якому відбувся перший Тростянецький з'їзд рад                                                  | 1869            | м. Тростянець, вул. Луніна, 4                                             |                                        |
| 10 | Будинок, в якому жив і працював Чайковський П. І. — російський композитор                                 | 1204            | м. Тростянець, вул. Миру, 16                                              |                                        |
| 11 | Будинок школи, в якому народився, жив і навчався Хвильовий М. (Фітільов М. Г.) — український письменник   |                 | м. Тростянець вул. Вознесенська                                           |                                        |
| 12 | Будинок, який відвідував Грабовський П. А. — український поет, публіцист                                  |                 | м. Тростянець, вул. Грушевського, 13                                      |                                        |
| 13 | Паровоз 3-м 708-89 (виготовлений Іжорським заводом «Красный профинтерн»)                                  | 1727            | м. Тростянець, локомотивне депо ст. Смородине                             |                                        |
| 14 | Братська могила радянських воїнів                                                                         | 1154            | с. Артемо-Растівка, Мартинівська сільрада, центр села                     |                                        |
| 15 | Братська могила радянських воїнів                                                                         | 1160            | с. Білка, центр сільради, біля церкви                                     |                                        |
| 16 | Група братських могил радянських воїнів                                                                   | 1155            | с. Боромля, центр сільради, центр села                                    |                                        |
| 17 | Братська могила радянських воїнів                                                                         | 1156            | с. Боромля, центр сільради, кладовище                                     |                                        |
| 18 | Братська могила радянських воїнів                                                                         | 1158            | с. Боромля, центр сільради, біля школи                                    |                                        |
| 19 | Братська могила радянських воїнів                                                                         | 1157            | с. Боромля, центр сільради, біля школи                                    |                                        |
| 20 | Могила Скринька В. Г. — Героя Радянського Союзу                                                           |                 | с. Боромля, центр сільради, центральне кладовище                          |                                        |
| 21 | Братська могила жертв фашизму                                                                             | 1865            | с. Братське, Гребениківська сільрада, кладовище                           |                                        |
| 22 | Братська могила радянських воїнів                                                                         | 1159            | с. Буймер, центр сільради, центр села                                     |                                        |
| 23 | Братська могила радянських воїнів                                                                         | 1190            | с. Буймер, центр сільради, кладовище колишнього с. Світайлівка            |                                        |
| 24 | Братська могила радянських воїнів                                                                         | 1162            | с. Вишневе, Білківська сільрада, центр                                    |                                        |
| 25 | Братська могила радянських воїнів                                                                         | 1161            | с. Вовкове, Боромлянська сільрада, кладовище                              |                                        |
| 26 | Братська могила радянських воїнів та пам'ятник воїнам-землякам                                            | 1163            | с. Гребенеківка, центр сільради, центр села                               |                                        |
| 27 | Братська могила радянських воїнів та пам'ятник воїнам-землякам                                            | 1164            | с. Грузьке, Білківська сільрада, центр                                    |                                        |
| 28 | Братська могила радянських воїнів, партизанів та пам'ятник воїнам-землякам                                | 1165            | с. Дернове, центр сільради, центр села                                    |                                        |
| 29 | Братська могила радянських воїнів                                                                         | 1167            | с. Жигайлівка, центр сільради, біля лікарні                               |                                        |
| 30 | Братська могила радянських воїнів                                                                         | 1169            | с. Жигайлівка, центр сільради, вул. Набережна                             |                                        |
| 31 | Братська могила жертв фашизму                                                                             | 1168            | с. Жигайлівка, центр сільради, вул. Шевченка, біля кладовища              |                                        |
| 32 | Могила Шульги С. Н. — Героя Радянського Союзу                                                             |                 | с. Жигайлівка, центр сільради, кладовище                                  |                                        |
| 33 | Братська могила радянських воїнів та пам'ятник воїнам-землякам                                            | 1170            | с. Зарічне, центр сільради, центр села                                    |                                        |
| 34 | Братська могила радянських воїнів                                                                         | 1171            | с. Зубівка, Буймерська сільрада, кладовище                                |                                        |
| 35 | Братська могила радянських воїнів                                                                         | 1173            | с. Кам'янецьке, Кам'янська сільрада, центр села                           |                                        |
| 36 | Братська могила радянських воїнів та пам'ятник воїнам-землякам                                            | 1172            | с. Кам'янка, центр сільради, центр села                                   |                                        |
| 37 | Братська могила радянських воїнів                                                                         | 1174            | с. Криничне, центр сільради                                               |                                        |
| 38 | Братська могила радянських воїнів                                                                         | 1175            | с. Криничне, центр сільради, біля сільради                                |                                        |
| 39 | Братська могила радянських воїнів                                                                         |                 | с-ще Лісне, Криничненська сільрада, біля контори відділку ДСП             |                                        |
| 40 | Група братських могил радянських воїнів                                                                   | 1176            | с. Люджа, центр сільради, кладовище № 2                                   |                                        |
| 41 | Братська могила радянських воїнів та пам'ятник воїнам-землякам                                            | 1177            | с. Люджа, центр сільради, центр села                                      |                                        |
| 42 | Братська могила радянських воїнів                                                                         |                 | с. Люджа, центр сільради, кладовище                                       |                                        |
| 43 | Братська могила радянських воїнів та пам'ятник воїнам-землякам                                            | 1180            | с. Мартинівка, центр сільради, центр села                                 |                                        |
| 44 | Братська могила радянських воїнів                                                                         | 1737            | с. Мартинівка, центр сільради, кладовище                                  |                                        |
| 45 | Трактор Т-38                                                                                              | 1866            | с. Мартинівка, центр сільради                                             |                                        |
| 46 | Група індивідуальних могил радянських воїнів (Машенка П. А. — лейтенанта, Сергієчко В. Д. — ст. сержанта) |                 | с. Машкове, Криничненська сільрада, кладовище                             |                                        |
| 47 | Братська могила радянських воїнів та пам'ятник воїнам-землякам                                            | 1179            | с. Мащанка, центр сільради, центр села                                    |                                        |
| 48 | Братська могила радянських воїнів та пам'ятник воїнам-землякам                                            | 1181            | с. Микитівка, Білківська сільрада, центр села                             |                                        |
| 49 | Могила Коновніцина П. — декабриста                                                                        | 1197            | с. Микитівка, Білківська сільрада, 2 км від ст. Скрягівка                 |                                        |
| 50 | Братська могила радянських воїнів                                                                         | 1178            | с. Мозкове, Боромлянська сільрада, центр села                             |                                        |
| 51 | Могила Левченка Г. І. — Героя Радянського Союзу                                                           |                 | с. Набережне, Гребениківська сільрада, кладовище                          |                                        |
| 52 | Могила Овчарова С. П. — Героя Радянського Союзу                                                           |                 | с. Набережне, Гребениківська сільрада, кладовище колишнього с. Василівка  |                                        |
| 53 | Братська могила партизанів та пам'ятник воїнам-землякам                                                   | 1202            | с. Ницаха, центр сільради, центр села                                     |                                        |
| 54 | Могила Яковлєва Т. Я. — Героя Радянського Союзу                                                           |                 | с. Ницаха, центр сільради, кладовище                                      |                                        |
| 55 | Братська могила радянських воїнів та пам'ятник воїнам-землякам                                            | 1183            | с. Новгородське, Боромлянська сільрада, перон залізничної станції Боромля |                                        |
| 56 | Братська могила радянських воїнів                                                                         | 1184            | с. Новгородське, Боромлянська сільрада, кладовище                         |                                        |
| 57 | Братська могила радянських воїнів та партизанів                                                           |                 | с. Новгородське, Боромлянська сільрада, кладовище                         |                                        |
| 58 | Братська могила радянських воїнів                                                                         | 1182            | с. Новоукраїнка, Ницахська сільрада, кладовище                            |                                        |
| 59 | Братська могила партизанів та радянських воїнів                                                           | 1185            | с. Оводівка, Станівська сільрада, кладовище                               |                                        |
| 60 | Місце спаленого села                                                                                      | 1085            | с. Оводівка, Станівська сільрада, центр села                              |                                        |
| 61 | Братська могила радянських воїнів та пам'ятник воїнам-землякам                                            | 1191            | с. Олексине, Білківська сільрада, центр села                              |                                        |
| 62 | Могила радянського воїна                                                                                  | 1731            | с. Олексине, Білківська сільрада, 0,5 км від автодороги Суми — Харків     |                                        |
| 63 | Могила Шаповала Г. С. — Героя Радянського Союзу                                                           |                 | с. Олексине, Білківська сільрада, кладовище                               |                                        |
| 64 | Братська могила радянських воїнів                                                                         | 1186            | с. Пархомівка, Боромлянська сільрада, кладовище                           |                                        |
| 65 | Братська могила радянських воїнів                                                                         | 1739            | с. Першотравневе, Боромлянська сільрада, кладовище                        |                                        |
| 66 | Братська могила радянських воїнів та пам'ятник воїнам-землякам                                            | 1740            | с. Печини, центр сільради, кладовище                                      |                                        |
| 67 | Могила радянського воїна                                                                                  | 1196            | с. Печини, центр сільради, кладовище                                      |                                        |
| 68 | Братська могила радянських воїнів та пам'ятник воїнам-землякам                                            | 1187            | с. Поляне, [[Семереньківська сільська рада                                | Семереньківська сільрада]], центр села |
| 69 | Братська могила радянських воїнів                                                                         |                 | с. Поляне, Семереньківська сільрада, кладовище                            |                                        |
| 70 | Могила Ворони М. С. — підпільника                                                                         | 1198            | с. Семереньки, центр сільради, кладовище                                  |                                        |
| 71 | Братська могила радянських воїнів                                                                         | 1189            | с. Станова, центр сільради, центр села                                    |                                        |
| 72 | Братська могила радянських воїнів                                                                         | 1867            | с. Станова, центр сільради, центр села                                    |                                        |
| 73 | Братська могила радянських воїнів                                                                         | 1192            | с. Тучне, Станівська сільрада, кладовище                                  |                                        |
| 74 | Братська могила радянських воїнів та пам'ятник воїнам-землякам                                            | 1194            | с. Хвощова, Білківська сільрада, центр села                               |                                        |
|    | |                 |                                                                           |                                        |